# Boësses
Boësses és un municipi francès, situat al departament del Loiret i a la regió de Centre – Vall del Loira. L'any 2007 tenia 368 habitants.

## Demografia

### Població
El 2007 la població de fet de Boësses era de 368 persones. Hi havia 140 famílies, de les quals 36 eren unipersonals (16 homes vivint sols i 20 dones vivint soles), 48 parelles sense fills i 56 parelles amb fills.
La població ha evolucionat segons el següent gràfic:
Habitants censats

### Habitatges
El 2007 hi havia 229 habitatges, 150 eren l'habitatge principal de la família, 55 eren segones residències i 24 estaven desocupats. 227 eren cases i 2 eren apartaments. Dels 150 habitatges principals, 135 estaven ocupats pels seus propietaris, 10 estaven llogats i ocupats pels llogaters i 5 estaven cedits a títol gratuït; 5 tenien dues cambres, 25 en tenien tres, 43 en tenien quatre i 77 en tenien cinc o més. 94 habitatges disposaven pel capbaix d'una plaça de pàrquing. A 63 habitatges hi havia un automòbil i a 75 n'hi havia dos o més.

### Piràmide de població
La piràmide de població per edats i sexe el 2009 era:
| Homes | Edats   | Dones |
| ----- | ------- | ----- |
| 0     | 95 o +  | 0     |
| 4     | 90 a 94 | 0     |
| 0     | 85 a 89 | 4     |
| 0     | 80 a 84 | 0     |
| 8     | 75 a 79 | 8     |
| 8     | 70 a 74 | 8     |
| 8     | 65 a 69 | 4     |
| 16    | 60 a 64 | 8     |
| 4     | 55 a 59 | 16    |
| 16    | 50 a 54 | 8     |
| 8     | 45 a 49 | 0     |
| 4     | 40 a 44 | 16    |
| 20    | 35 a 39 | 16    |
| 12    | 30 a 34 | 20    |
| 4     | 25 a 29 | 8     |
| 8     | 20 a 24 | 8     |
| 8     | 15 a 19 | 20    |
| 8     | 10 a 14 | 8     |
| 4     | 5 a 9   | 16    |
| 24    | 0 a 4   | 8     |

## Economia
El 2007 la població en edat de treballar era de 210 persones, 161 eren actives i 49 eren inactives. De les 161 persones actives 149 estaven ocupades (83 homes i 66 dones) i 12 estaven aturades (5 homes i 7 dones). De les 49 persones inactives 25 estaven jubilades, 10 estaven estudiant i 14 estaven classificades com a «altres inactius».

### Ingressos
El 2009 a Boësses hi havia 159 unitats fiscals que integraven 388 persones, la mediana anual d'ingressos fiscals per persona era de 19.271 €.

### Activitats econòmiques
Dels 7 establiments que hi havia el 2007, 1 era d'una empresa de fabricació d'altres productes industrials, 4 d'empreses de construcció, 1 d'una empresa immobiliària i 1 d'una empresa classificada com a «altres activitats de serveis».
Dels 5 establiments de servei als particulars que hi havia el 2009, 1 era un paleta, 3 lampisteries i 1 agència immobiliària.
L'any 2000 a Boësses hi havia 11 explotacions agrícoles que ocupaven un total de 760 hectàrees.

## Equipaments sanitaris i escolars
El 2009 hi havia una escola elemental integrada dins d'un grup escolar amb les comunes properes formant una escola dispersa.

## Poblacions més properes
El següent diagrama mostra les poblacions més properes.